# إد كينغ
إد كينغ (بالإنجليزية: Ed King)‏ (و. 1949 – 2018 م) هو موسيقي، وعازف قيثارة، وملحن أمريكي، ولد في غلينديل، كاليفورنيا، يستخدم آلات قيثارة، وغيتار البيس، بدأ مشواره المهني سنة 1965، توفي في ناشفيل، تينيسي، عن عمر يناهز 69 عاماً، بسبب سرطان.

## روابط خارجية
- إد كينغ على موقع ميوزك برينز (الإنجليزية)
- إد كينغ على موقع أول ميوزيك (الإنجليزية)
- إد كينغ على موقع ديسكوغز (الإنجليزية)